# Ламискана
Ламискана (груз. ლამისყანა) — село в Грузии, на территории Каспского муниципалитета края (мхаре) Шида-Картли.

## География
Село находится в центральной части Грузии, на правом берегу реки Ксани, на расстоянии приблизительно 8 километров (по прямой) к северо-востоку от города Каспи, административного центра муниципалитета. Абсолютная высота — 700 метров над уровнем моря.

## Население
По результатам официальной переписи населения 2014 года, в Ламискане проживало 1095 человек (551 мужчина и 544 женщины). В национальной структуре населения грузины составляли 98,7 %, осетины — 0,9 %, греки — 0,1 %.
| Год  | Население, человек |
| ---- | ------------------ |
| 2002 | 1546               |
| 2014 | ↘ 1095             |